# Chiloglanis lufirae
Chiloglanis lufirae és una espècie de peix de la família dels mochòkids i de l'ordre dels siluriformes.
Els mascles poden assolir els 10 cm de llargària total.
Es troba a Àfrica: República Democràtica del Congo.